# Yoldiella curta
Yoldiella curta är en musselart som beskrevs av Addison Emery Verrill och Katharine Jeanette Bush 1898. Yoldiella curta ingår i släktet Yoldiella och familjen Yoldiidae. Inga underarter finns listade i Catalogue of Life.